# Pandivirilia rufa
Pandivirilia rufa är en tvåvingeart som beskrevs av Webb 2003. Pandivirilia rufa ingår i släktet Pandivirilia och familjen stilettflugor. Inga underarter finns listade i Catalogue of Life.